# Scharndorf
Scharndorf (kroatisch Šarica oder Šundrof) ist eine Gemeinde mit 1239 Einwohnern (Stand 1. Jänner 2025) im Bezirk Bruck an der Leitha in Niederösterreich.

## Geografie

### Geografische Lage
Scharndorf liegt im Industrieviertel in Niederösterreich. Die Ortschaften Regelsbrunn und Wildungsmauer liegen direkt am südlichen Donauufer, der Hauptort liegt weiter südlich. Die Fläche der Gemeinde umfasst 25,84 Quadratkilometer. Davon sind 18 Prozent bewaldet, mehr als zwei Drittel sind landwirtschaftliche Nutzfläche.

### Gemeindegliederung
Das Gemeindegebiet umfasst folgende drei Ortschaften bzw. gleichnamigen Katastralgemeinden (in Klammern Einwohnerzahl Stand 1. Jänner 2025):
- Regelsbrunn (331)
- Scharndorf (441)
- Wildungsmauer (467)

### Nachbargemeinden
| Orth an der Donau (Gänserndorf) | Eckartsau (Gänserndorf)                     |                     |
| Haslau-Maria Ellend             | Kompassrose, die auf Nachbargemeinden zeigt | Petronell-Carnuntum |
|                                 | Höflein                                     | Rohrau              |

## Geschichte
Im Altertum war das Gebiet Teil der römischen Provinz Pannonien.
Der Scharndorfer Wehrturm, heute Teil der römisch-katholischen Pfarrkirche, wurde um 1043 errichtet. Im Jahr 1072 wurde Scharndorf im Salbuch (Pachtverzeichnis) des Stiftes Göttweig unter den Namen „Scorindorf“ erstmals urkundlich genannt.
Im Zuge der ersten Wiener Türkenbelagerung 1529 wurde die Region von den Türken verwüstet und die Bevölkerung getötet oder gefangen genommen. Erst 1540 folge die Wiederbesiedlung. Zu diesem Zweck wurden vor den Türken geflüchtete Kroaten in Scharndorf und den heutigen Ortsteilen Wildungsmauer und Regelsbrunn angesiedelt.
1659 wurde Scharndorf von der Pest heimgesucht. Bei der Zweiten Wiener Türkenbelagerung 1683 lagerte ein Großteil des osmanischen Heeres im Dorf. Nach Abzug der Osmanen musste der Ort erneut neu besiedelt werden.
Im Jahr 1687 lieferte Caspar Wolf aus Pressburg eine Glocke, die sich noch heute im Turm befindet. Die Pest kam erneut 1739 ins Dorf, 1831 die Cholera.

Scharndorf, Regelsbrunn und Wildungsmauer um das Jahr 1873 (Aufnahmeblatt der Landesaufnahme)

1848/49 wurde gemäß dem kaiserlichen Patent die Gemeindevertretung konstituiert. Ein Großfeuer äscherte 1866 die Westseite der Ortschaft ein. 1882 wurde die Freiwillige Feuerwehr Scharndorf gegründet, die 1978 den Landesbewerb gewann. Die Gemeinden Scharndorf, Regelsbrunn und Wildungsmauer wurden mit 1. Jänner 1972 zusammengelegt. In den Jahren 1989 und 1994 gewann die Gemeinde Scharndorf den Wettbewerb „Niederösterreich im Blumenschmuck“.

### Einwohnerentwicklung
Seit 1981 wächst die Bevölkerung trotz negativer Geburtenbilanz, da die Gemeinde eine große Zuwanderung aufweist.
| Scharndorf: Einwohnerzahlen von 1869 bis 2025       | Scharndorf: Einwohnerzahlen von 1869 bis 2025 | Scharndorf: Einwohnerzahlen von 1869 bis 2025 | Scharndorf: Einwohnerzahlen von 1869 bis 2025 | Scharndorf: Einwohnerzahlen von 1869 bis 2025 |
| --------------------------------------------------- | --------------------------------------------- | --------------------------------------------- | --------------------------------------------- | --------------------------------------------- |
| Jahr                                                |                                               |                                               |                                               | Einwohner                                     |
| 1869                                                | 1869                                          |                                               | 1.047                                         | 1.047                                         |
| 1880                                                | 1880                                          |                                               | 1.022                                         | 1.022                                         |
| 1890                                                | 1890                                          |                                               | 947                                           | 947                                           |
| 1900                                                | 1900                                          |                                               | 958                                           | 958                                           |
| 1910                                                | 1910                                          |                                               | 1.002                                         | 1.002                                         |
| 1923                                                | 1923                                          |                                               | 1.108                                         | 1.108                                         |
| 1934                                                | 1934                                          |                                               | 1.079                                         | 1.079                                         |
| 1939                                                | 1939                                          |                                               | 1.095                                         | 1.095                                         |
| 1951                                                | 1951                                          |                                               | 1.011                                         | 1.011                                         |
| 1961                                                | 1961                                          |                                               | 929                                           | 929                                           |
| 1971                                                | 1971                                          |                                               | 945                                           | 945                                           |
| 1981                                                | 1981                                          |                                               | 973                                           | 973                                           |
| 1991                                                | 1991                                          |                                               | 997                                           | 997                                           |
| 2001                                                | 2001                                          |                                               | 1.046                                         | 1.046                                         |
| 2011                                                | 2011                                          |                                               | 1.140                                         | 1.140                                         |
| 2021                                                | 2021                                          |                                               | 1.214                                         | 1.214                                         |
| 2025                                                | 2025                                          |                                               | 1.239                                         | 1.239                                         |
| Quelle(n): Statistik Austria, Gebietsstand 1.1.2021 |                                               |                                               |                                               |                                               |

## Kultur und Sehenswürdigkeiten

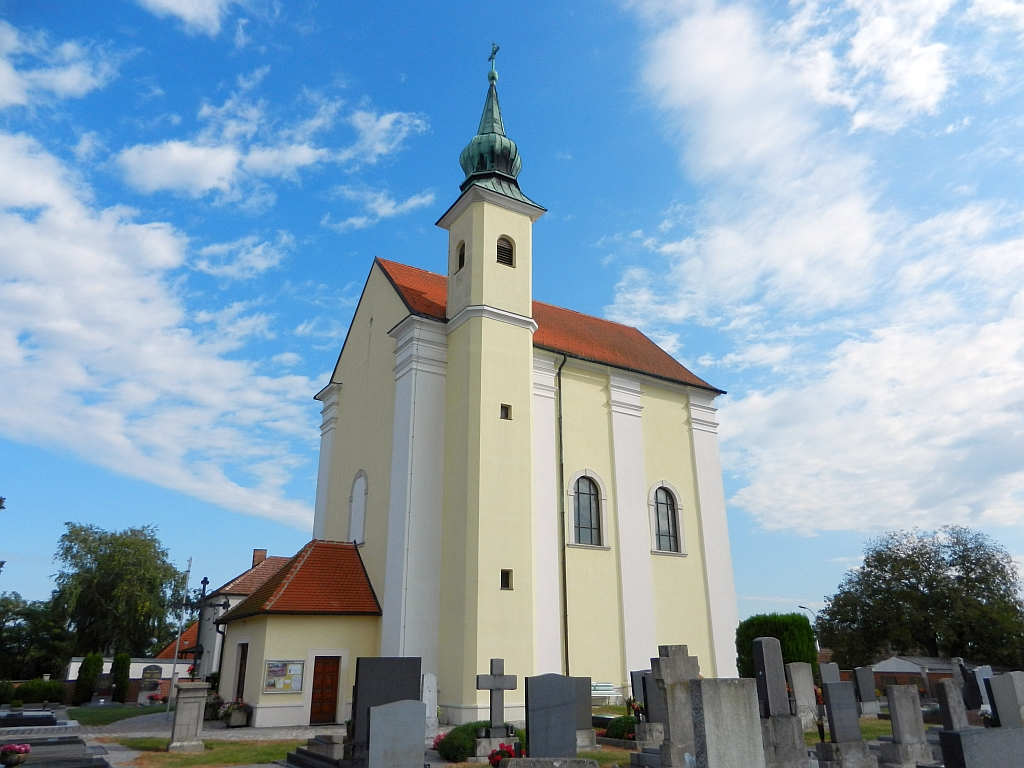
Pfarrkirche Regelsbrunn

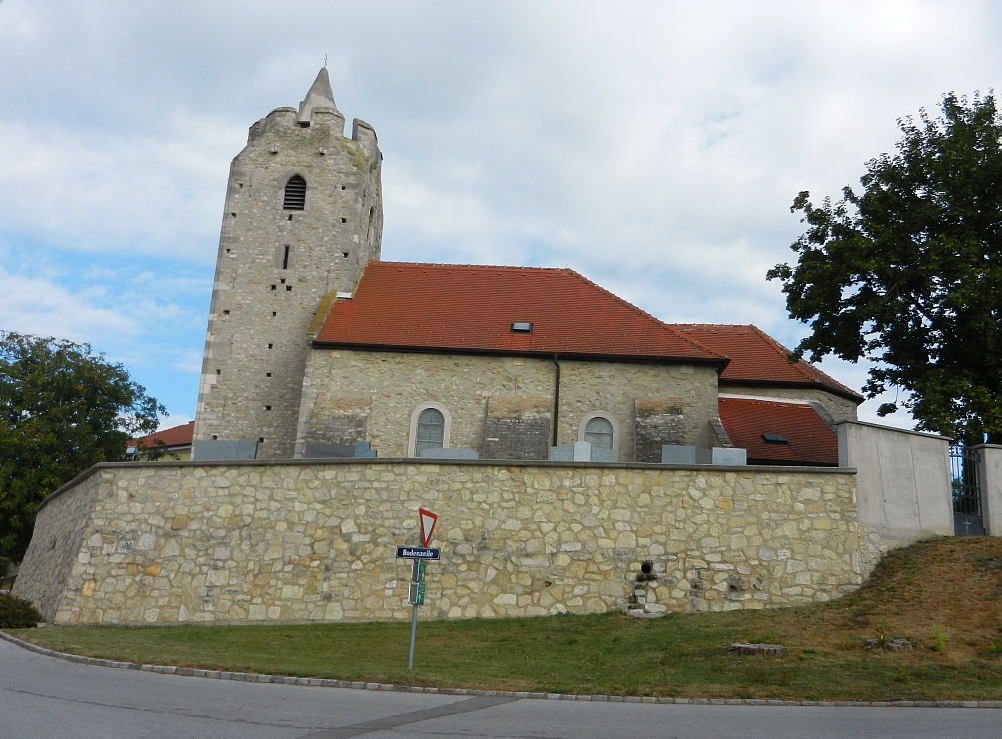
Pfarrkirche Scharndorf

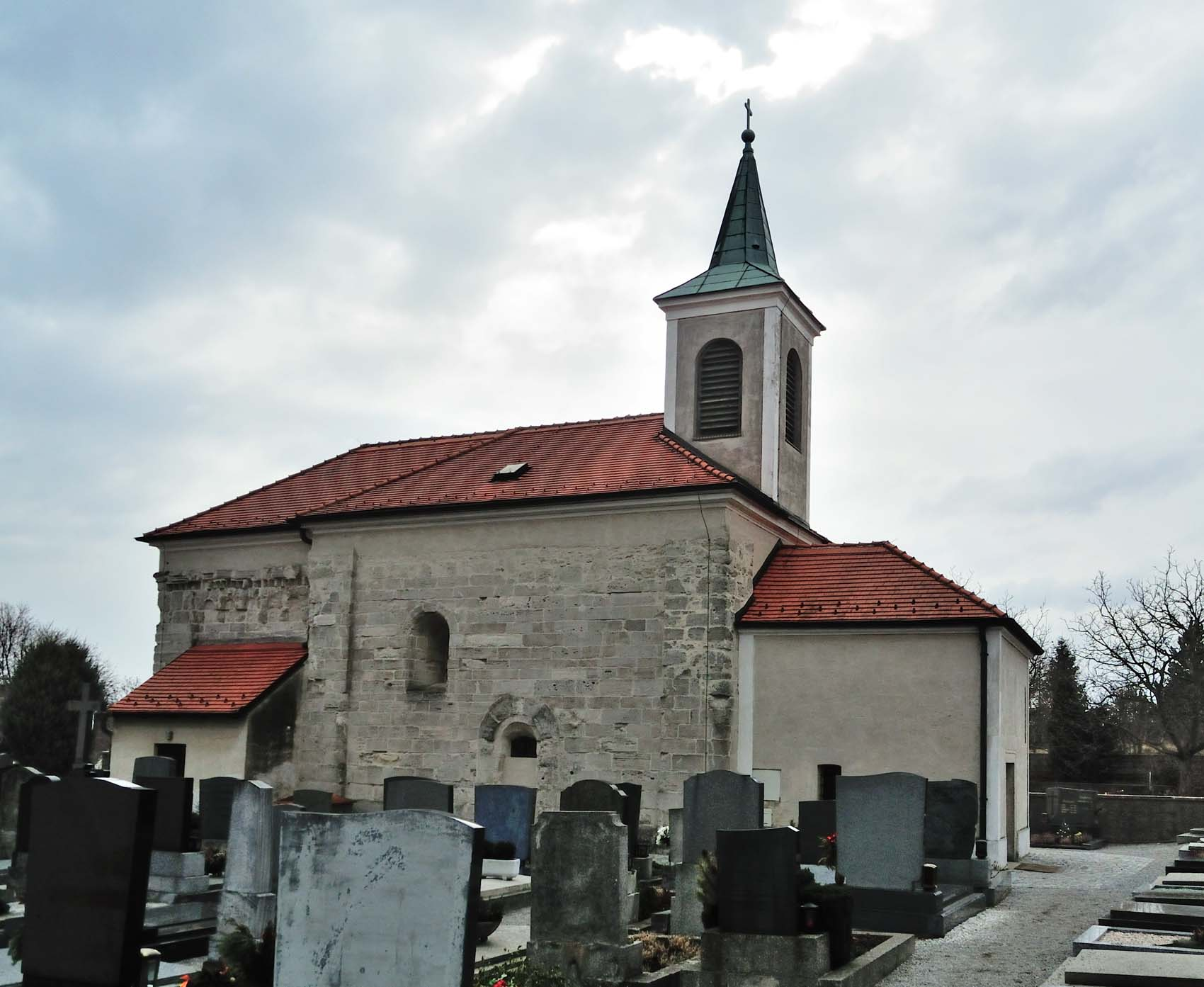
Filialkirche Wildungsmauer

- Katholische Pfarrkirche Regelsbrunn hl. Jakobus der Ältere
- Katholische Pfarrkirche Scharndorf hl. Margarete
- Katholische Filialkirche Wildungsmauer hl. Nikolaus

## Wirtschaft
Nichtlandwirtschaftliche Arbeitsstätten gab es im Jahr 2001 30, land- und forstwirtschaftliche Betriebe nach der Erhebung 1999 56. Die Zahl der Erwerbstätigen am Wohnort betrug nach der Volkszählung 2001 475. Die Erwerbsquote lag 2001 bei 46,94 Prozent.

### Öffentliche Einrichtungen
In Scharndorf befindet sich ein Kindergarten.

## Politik

### Gemeinderat
Der Gemeinderat hat 19 Mitglieder.
- Nach den Gemeinderatswahlen in Niederösterreich 1990 hatte der Gemeinderat folgende Verteilung: 9 ÖVP und 6 SPÖ.
- Nach den Gemeinderatswahlen in Niederösterreich 1995 hatte der Gemeinderat folgende Verteilung: 11 ÖVP und 4 SPÖ.[7]
- Nach den Gemeinderatswahlen in Niederösterreich 2000 hatte der Gemeinderat folgende Verteilung: 10 ÖVP und 5 SPÖ.[8]
- Nach den Gemeinderatswahlen in Niederösterreich 2005 hatte der Gemeinderat folgende Verteilung: 12 ÖVP und 7 SPÖ.[9]
- Nach den Gemeinderatswahlen in Niederösterreich 2010 hatte der Gemeinderat folgende Verteilung: 14 ÖVP und 5 SPÖ.[10]
- Nach den Gemeinderatswahlen in Niederösterreich 2015 hatte der Gemeinderat folgende Verteilung: 17 ÖVP und 2 SPÖ.[11]
- Nach den Gemeinderatswahlen in Niederösterreich 2020 hatte der Gemeinderat folgende Verteilung: 17 ÖVP, 1 SPÖ und 1 GRÜNE.[12]
- Nach den Gemeinderatswahlen in Niederösterreich 2025 hat der Gemeinderat folgende Verteilung: 15 ÖVP, 2 SPÖ, 1 FPÖ und 1 GRÜNE.[13]

### Bürgermeister
- 1990–2020 Hubert Zwickelstorfer (ÖVP)
- seit 2020 Leopold Zwickelstorfer (ÖVP)[14]